# Fort Tilden

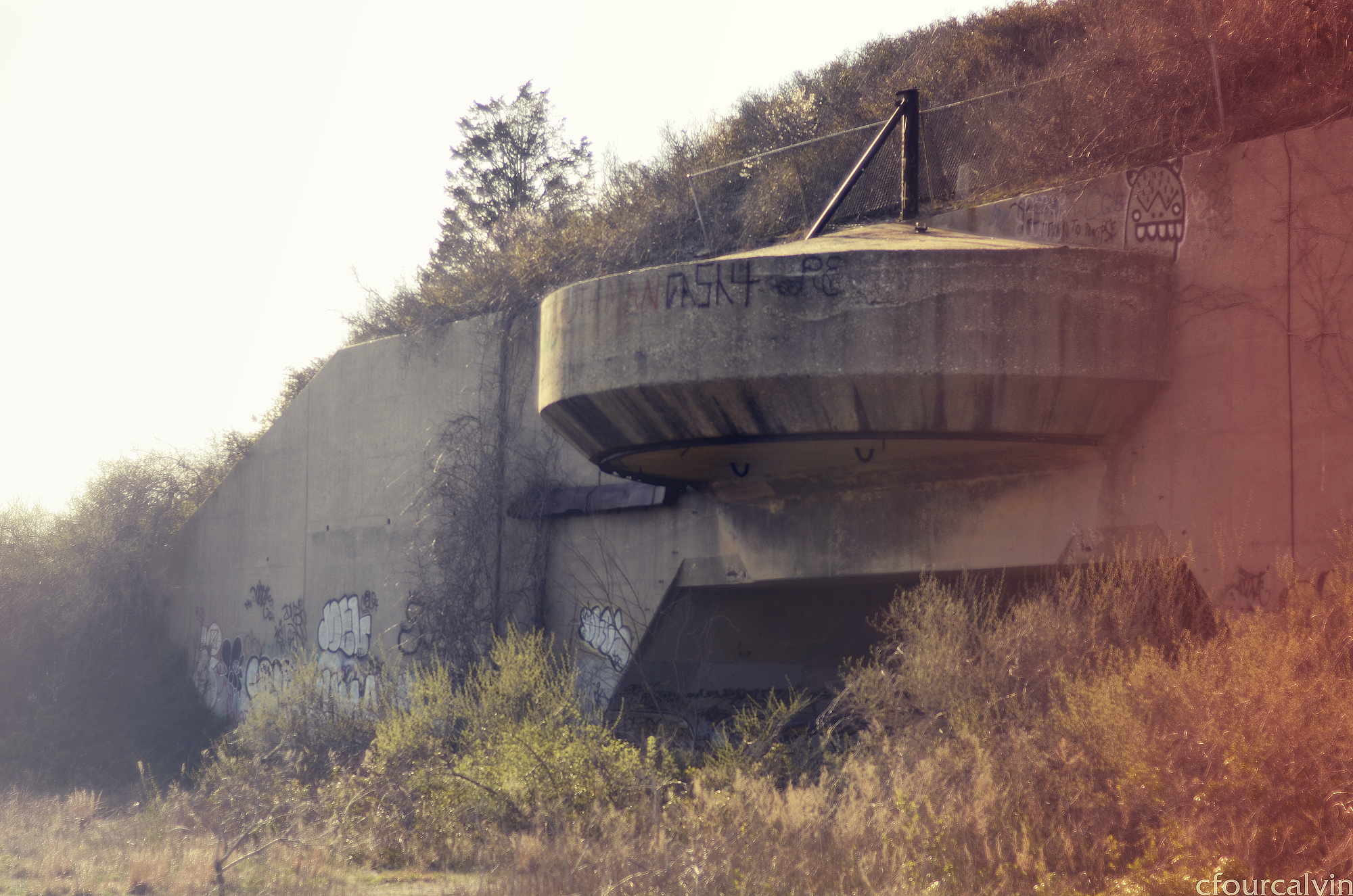
Bunker Harris, ehemals Stellung für 16-Zoll-Geschütze, 2012

Fort Tilden ist ein ehemaliges Fort zwischen Jamaica Bay und Atlantischem Ozean, im New Yorker Stadtteil Queens in den USA. Etwa in der Mitte der ca. 15 km langen Halbinsel Rockaway gelegen, die Teil von Long Island ist, steht es heute unter Landschaftsschutz und gehört zur Gateway National Recreation Area (GNR). Fort Tilden wird zusammen mit den beiden angrenzenden Schutzgebieten Breezy Point im Westen und dem unmittelbar östlich angrenzenden Jacob Riis Park vom National Park Service verwaltet. Seit dem 20. April 1984 ist das Fort als Historic District im National Register of Historic Places eingetragen. Die ca. 1,8 km² große Landfläche ist öffentlich zugänglich, die historischen Kanonenbatterien und andere militärische Befestigungen sind jedoch weiterhin für die Öffentlichkeit gesperrt, da sie noch Gefährdungspotential bergen.
Seit der militärischen Stilllegung 2014 ist der größte Teil – besonders die im Westen gelegene Fläche – bewaldet oder verbuscht, die ehemaligen Militäranlagen sind geräumt und entkernt und heute mit Graffiti übersät. Wenige Gebäude sind erhalten und werden von lokalen Künstlergruppen genutzt. Die offenen Flächen im Osten sind für Baseball- und Fußballspiel umgewandelt worden. Besonders beliebt ist der feine, weiße Sandstrand. Im Unterschied zu den meisten anderen öffentlichen Stränden in New York gibt es hier keine Infrastruktur wie Toiletten, Umkleideräume, Snackbars, Seenotrettung usw.
Mit dem Namen wird an den beliebten Gouverneur von New York, Samuel J. Tilden, erinnert, der als Demokrat zahlreiche Reformen und einen erfolgreichen Kampf gegen die Korruption durchgeführt hat.

## Geschichte

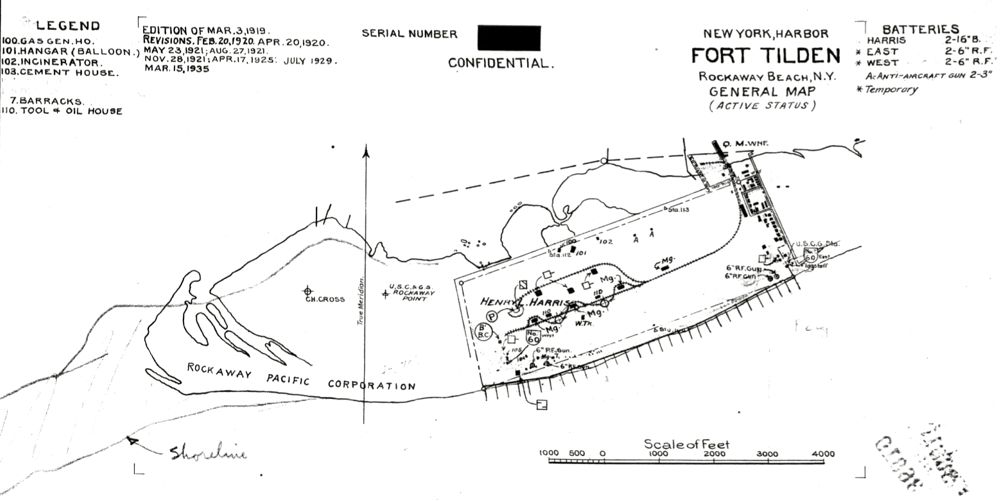
Plan des Stützpunktes, 1935

Das Gelände hat in seiner fast 100-jährigen Geschichte stetige Aufrüstung erfahren. Bezogen wurde der Standort kurz nach Eintritt der USA in den Ersten Weltkrieg im April 1917 unter dem Namen Camp Rockaway Beach mit der Installation von Küstenartillerie. Schon zuvor war diese Gegend von Militäreinheiten im Krieg von 1812 gegen die Briten genutzt worden. Wenig später kamen von den nationalen Verteidigungseinheiten U.S. Army Coast Artillery Corps erste Stellungen mit vier 12-Zoll-Küstenverteidigungs-Mörsern und dann zwei Batterien mit zwei 6-Zoll-M1900-Kanonen auf Sockelhalterungen hinzu, die von anderen Stellungen hierhin überführt worden waren. Die Granaten konnten eine leichte Panzerung von Schiffsdecks durchdringen und flogen bis zu 6,8 Meilen weit. In den Jahren 1919/20 wurden die festen Halterungen durch Eisenbahnmörser ersetzt. In den Jahren 1918–1919 wurde in der Festung eine Batterie mit zwei 3-Zoll-Flugabwehrkanonen installiert.
Nach dem Krieg wurde das Fort Teil der Hafenverteidigung von New York Süd und verband Fort Hamilton und Fort Wadsworth auf Staten Island und ging 1924 in Betrieb. Ursprünglich für den Bau verlegte Bahngleise zur Versorgung mit Material wurden bis 1921 wieder entfernt. Die Stadt New York wurde als sehr wahrscheinliches Ziel feindlicher Mächte angesehen. Entsprechend hoch waren die Verteidigungsbemühungen. So wurde sie 1921 unter dem Namen Battery Harris auch der erste Ort in den Vereinigten Staaten, der von 16-Zoll-Kanonen verteidigt werden konnte, der größten vorhandenen Waffe im Arsenal.
Während des Zweiten Weltkriegs hielt man es für erforderlich, die bisher unter freiem Himmel platzierten Kanonen durch eine massive Kasematte aus Beton vor möglichen Luftangriffen zu schützen. Dieses Gebäude ist heute noch erhalten und wird vom National Park Service betreut. Weitere Geschütze kamen hinzu. Rund um Fort Tilden fanden in benachbarten Stellungen ebenfalls Aufrüstungen und Austausch älterer durch neuere Waffensysteme statt. Nach dem Krieg galten die eingesetzten Waffen als veraltet und wurden verschrottet, doch schon 1950, zu Beginn des Kalten Krieges wurde Fort Tilden erneut bewaffnet. Es kamen 16 90-mm-Kanonen an den Standort, der als Teil des US-amerikanischen Luftverteidigungssystems in Site NY-43 umbenannt wurde und bis 1954 aktiv blieb. Zusätzlich stationierte man in den Jahren 1951 bis 1954 eine weitere 90-mm-Batterie mit vier Kanonen und in den Jahren 1952 bis 1955 zwei 120-mm-Batterien mit vier Kanonen in der Festung.
Die Flugabwehr-Kanonen wurden 1955 durch eine Nike-Ajax-Raketenstation namens Site NY-49 ersetzt und drei Jahre später mit atomwaffenfähigen Nike-Hercules-Raketen aufgerüstet. Im Zuge der Einstellung des Nike-Hercules-Systems 1972 wurden auch die hier befindlichen Anlagen verschrottet.
Ab 1960 wurde Fort Tilden in einen Reserveposten umgewandelt und noch bis mindestens 1978 aufrechterhalten. Jetzt wurde hier der Hauptsitz der 411. Brigade des Fernmeldetrupps United States Army Signal Corps stationiert, die selbstfahrende 8-Zoll-Haubitzen bediente. 1978 wurde die Brigade aufgelöst.

## Naturschutzgebiet
In Fort Tilden ist der vom Aussterben bedrohte Gelbfuß-Regenpfeifer (Charadrius melodus) beheimatet, der hier seine Brutplätze besitzt. Sowohl Eier als auch Küken sind wegen ihres Tarnmusters extrem schlecht zu sehen und könnten somit vom Menschen leicht zertreten werden. Unter Strafe ist deshalb das Betreten einiger Gebiete, die mit niedrigen Zäunen und Schildern gekennzeichnet sind, innerhalb des Gesamtschutzgebietes verboten. Ferner nisten direkt am Strand Flussseeschwalben und Antillenseeschwalben, die im Bundesstaat New York ebenfalls als gefährdet gelten.

## Vegetation
Die dünenartige Landschaftsform ist von standorttypischen Pflanzen geprägt. Als Zeigerpflanzen gelten laut National Park Service insbesondere:
| Lemma                       | Botanischer Name    | Park-spezifische Bezeichnung            | Klassifizierung      |
| --------------------------- | ------------------- | --------------------------------------- | -------------------- |
| Schwarzkiefer               | Pinus nigra         | Japanese Black Pine Forest              | Kieferngewächse      |
| Myrica                      | Myrica pensylvanica | North Atlantic Coast Backdune Grassland | Gagelstrauchgewächse |
| Spätblühende Traubenkirsche | Prunus serotina     | Successional Maritime Forest            | Rosengewächse        |
| Stechwinde                  | Smilax glauca       | North Atlantic Coastal Plain Vine Dune  | Stechwindengewächse  |
| Gewöhnliches Knäuelgras     | Dactylis glomerata  | Northeastern Old Field                  | Süßgräser            |
| Queller                     | Salicornia maritima | Salt Panne (Salicornia Type)            | Fuchsschwanzgewächse |

Als besonders wertvoll wird Myrica pensylvanica beschrieben, da sie an diesem Standort auf Dünen siedelt, die – soweit bekannt – in dieser Form nur in New Jersey und auf Long Island vorkommen. Hier wächst die Pflanze auf alten, seit Jahrzehnten unverändert stabilen Dünen. Sie ist daher gut verwurzelt, während sie andernorts immer wieder neu auskeimen muss.

## Trivia
2014 erschien eine gleichnamige Filmromanze.